# Chińska Armia Ludowo-Wyzwoleńcza
Chińska Armia Ludowo-Wyzwoleńcza, ChAL-W (chiń. 中國人民解放軍) – chińskie siły zbrojne obejmujące Wojska Lądowe, Marynarkę Wojenną, Siły Powietrzne, Wojska Rakietowe oraz Siły Wsparcia Strategicznego. Według rankingu Global Firepower (2021) chińskie siły zbrojne stanowią trzecią (po Stanach Zjednoczonych i Rosji) siłę militarną na świecie, z rocznym budżetem na cele obronne w wysokości 178,2 mld dolarów (USD). ChAL-W jest największymi liczebnie siłami zbrojnymi na świecie, pod bronią ma 2,25 mln żołnierzy (ok. 0,18% populacji ChRL), a łącznie z formacjami paramilitarnymi – 3,25 mln. W razie zagrożenia jest w stanie zmobilizować ponad 7 mln ludzi. Ponadto dysponuje 216 mln rezerwistów. Liczba ludzi zdatnych do służby wojskowej w Chinach w wieku 18-49 lat wynosi ok. 343 mln. Budżet sił zbrojnych ChRL chińska władza określiła w 2010 r. jako 78 miliardów USD, co przekłada się na 1,5% PKB, a wg zachodnich analityków bezpieczeństwa państwowego znacznie więcej, podczas gdy budżet Sił Zbrojnych USA stanowi 4,4% PKB.
W przeciwieństwie do sił zbrojnych m.in. na Zachodzie, chińskie wojsko nie podlega kontroli rządu w Chinach, lecz państwowej partii komunistycznej. Przy tym relacje między KPCh a ChAL-W są złożone i wielostronne. Jak twierdzi Jason Kelly triadę rządzącą obecnie Chinami tworzą siły zbrojne, partia i rząd. Żołnierze w teorii podlegają władzom cywilnym, ale wchodzą w skład Komitetu Centralnego KPCh i Politbiura. Poparcie wojska decyduje w rozgrywce między poszczególnymi frakcjami w partii.

## Historia
Za datę powstania Czerwonej Armii (chiń. 红军) przyjmuje się 1 sierpnia 1927 roku, gdy wybuchło powstanie w Nanchangu, w następstwie postanowienia o stworzeniu zbrojnego ramienia Komunistycznej Partii Chin. Obecną nazwę przyjęła w czerwcu 1946 roku. W 1949, po pokonaniu w wojnie domowej wojska Kuomintangu, stała się jedynym chińskim wojskiem na kontynencie.

### Kampanie Chińskiej Armii Czerwonej i Armii Ludowo–Wyzwoleńczej
- 1931–1945: II wojna światowa (walczyła u boku wojsk Kuomintangu w drugiej wojnie chińsko-japońskiej)
- 1927–1950: chińska wojna domowa przeciw armii Kuomintangu
- 1950: zajęcie Tybetu
- grudzień 1951–1953: wojna koreańska (żołnierze ChAL-W walczyli w niej w oddziałach tzw. ochotników ludowych)
- 1955: pierwszy kryzys w Cieśninie Tajwańskiej
- 1958: drugi kryzys w Cieśninie Tajwańskiej
- 1959: zdławienie antychińskiego powstania w Tybecie
- październik 1962 – listopad 1962: wojna chińsko-indyjska
- 1969–1978: zatargi graniczne z ZSRR (m.in. konflikt nad Ussuri)
- 1974: bitwa morska z Wietnamem Południowym w pobliżu Wysp Paracelskich
- 1979: wojna chińsko-wietnamska
- 1986: zatarg graniczny z Wietnamem
- 2012–2014: misja pokojowa w Mali

## Siły strategiczne

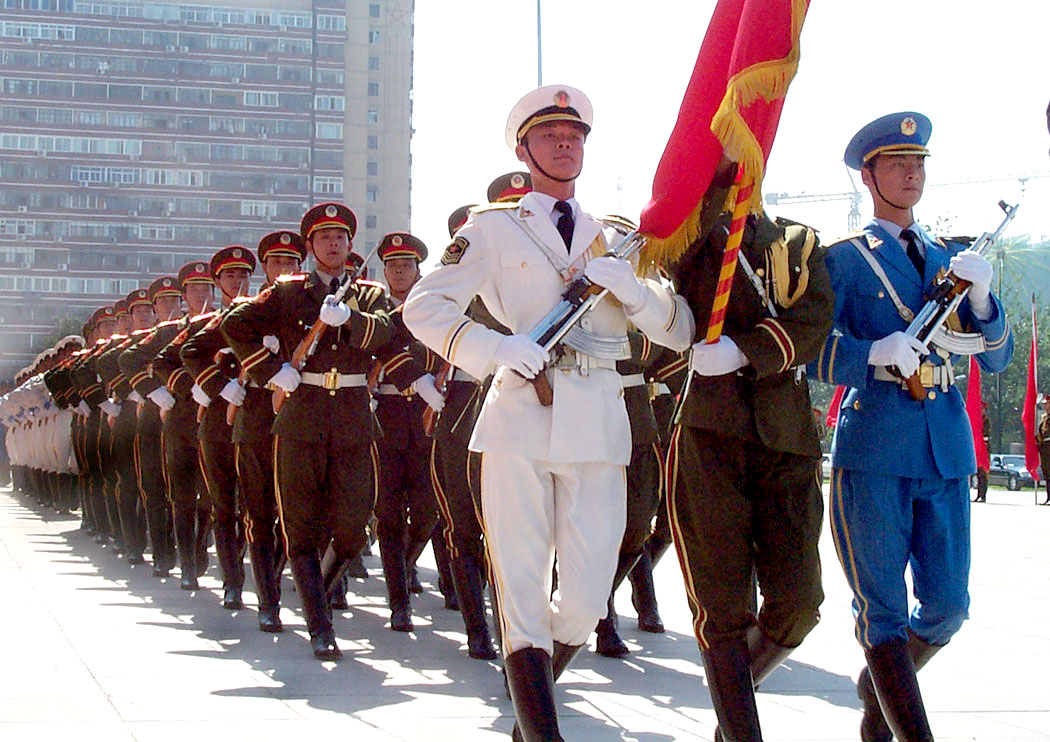
Żołnierze chińskiego wojska w szyku paradnym

Ogólna liczba chińskich zasobów broni jądrowej nie jest znana. Chiny utrzymują te dane w ścisłej tajemnicy. W 2005 roku według różnych źródeł ChRL miała posiadać od 80 do 2000 głowic różnego typu. W 2004 r. władze ChRL poinformowały o redukcji swoich zasobów broni nuklearnej. ChRL prowadzi również intensywne prace nad modernizacją swoich sił strategicznych. W tej chwili posiada 4 pułki bombowców strategicznych różnego typu oraz ok. 5 dużych atomowych jednostek podwodnych (klas 092 Xia i 094 Yin) mogących dokonać ataku za pomocą pocisków balistycznych.
ChRL nie przyznaje się do posiadania broni chemicznej i biologicznej. ChRL podpisała 13 stycznia 1993 r. Konwencję o broni chemicznej zobowiązując się do nie produkowania i nie rozprzestrzeniania tego rodzaju broni. Jeżeli chodzi natomiast o broń biologiczną ChRL jest również sygnatariuszem międzynarodowej konwencji jednak źródła rosyjskie donoszą o wypadkach jakie miały miejsce w północnych Chinach w latach 80. XX w., które mogły mieć związek z produkcją lub testowaniem broni biologicznej. Centralna Agencja Wywiadowcza podejrzewa ChRL o posiadanie niewielkiego arsenału obu wyżej wymienionych rodzajów broni.

## Wojska Lądowe
Liczą 2 300 000 żołnierzy, zorganizowane w 7 regionach wojskowych i 28 okręgach wojskowych. Strukturę wojskową tworzą 24 zintegrowane grupy armii każda licząca po 43 500 żołnierzy. W składzie każdej z grup znajdują się także 3 dywizje piechoty, brygada czołgów, artylerii i obrony powietrznej. Łącznie są: 84 dywizje piechoty, 10 dywizji pancernych, 11 dywizji wsparcia artylerii, 14 brygad pancernych i 2 brygady kawalerii. Łącznie ok. 8000 czołgów, 4000 wozów opancerzonych i 25 000 jednostek artylerii. Armia wciąż posiada dużo przestarzałego radzieckiego i rosyjskiego uzbrojenia. Obecnie Armia Ludowo-Wyzwoleńcza szybko się modernizuje. Chiny posiadają liczne programy badawcze i w ciągu ostatnich 15 lat wprowadziły do swojego uzbrojenia dużo nowoczesnych maszyn własnej produkcji np. czołgi Typ 99 czy bojowe wozy piechoty ZBD-97. ChAL-W opracowała również oryginalny system laserów polowych służący do „oślepiania” wrogich urządzeń optycznych.

### Uzbrojenie

#### Czołgi podstawowe
- Typ 99 – 800
- Typ 96 – 2500
- Typ 80 – 500
- Typ 79 – 300
- Typ 69 – 300

#### Czołgi lekkie
- Typ 62 – 400
- Typ 63A – 300
- Typ 63 – 500

#### Bojowe wozy piechoty
- ZBD-97
- YW 531H
- WZ551

Kobieta w mundurze armii chińskiej, Pekin 1944
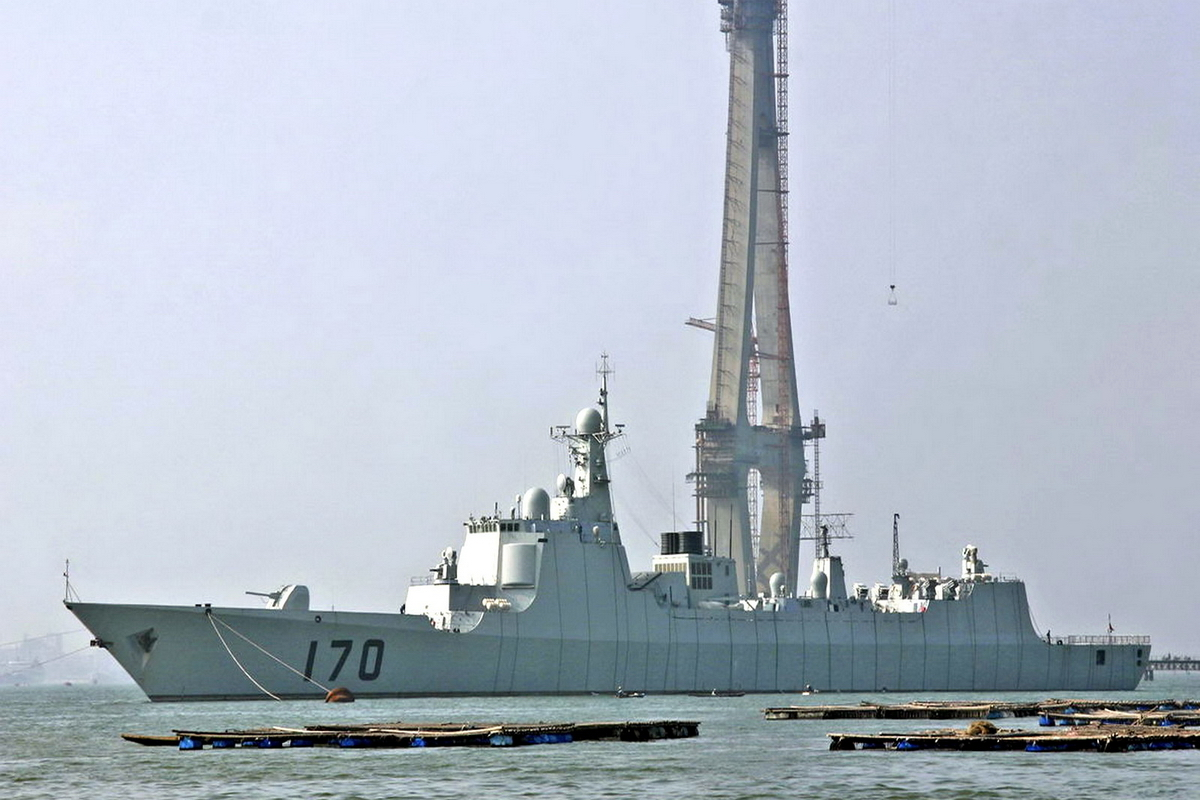
Type 052C
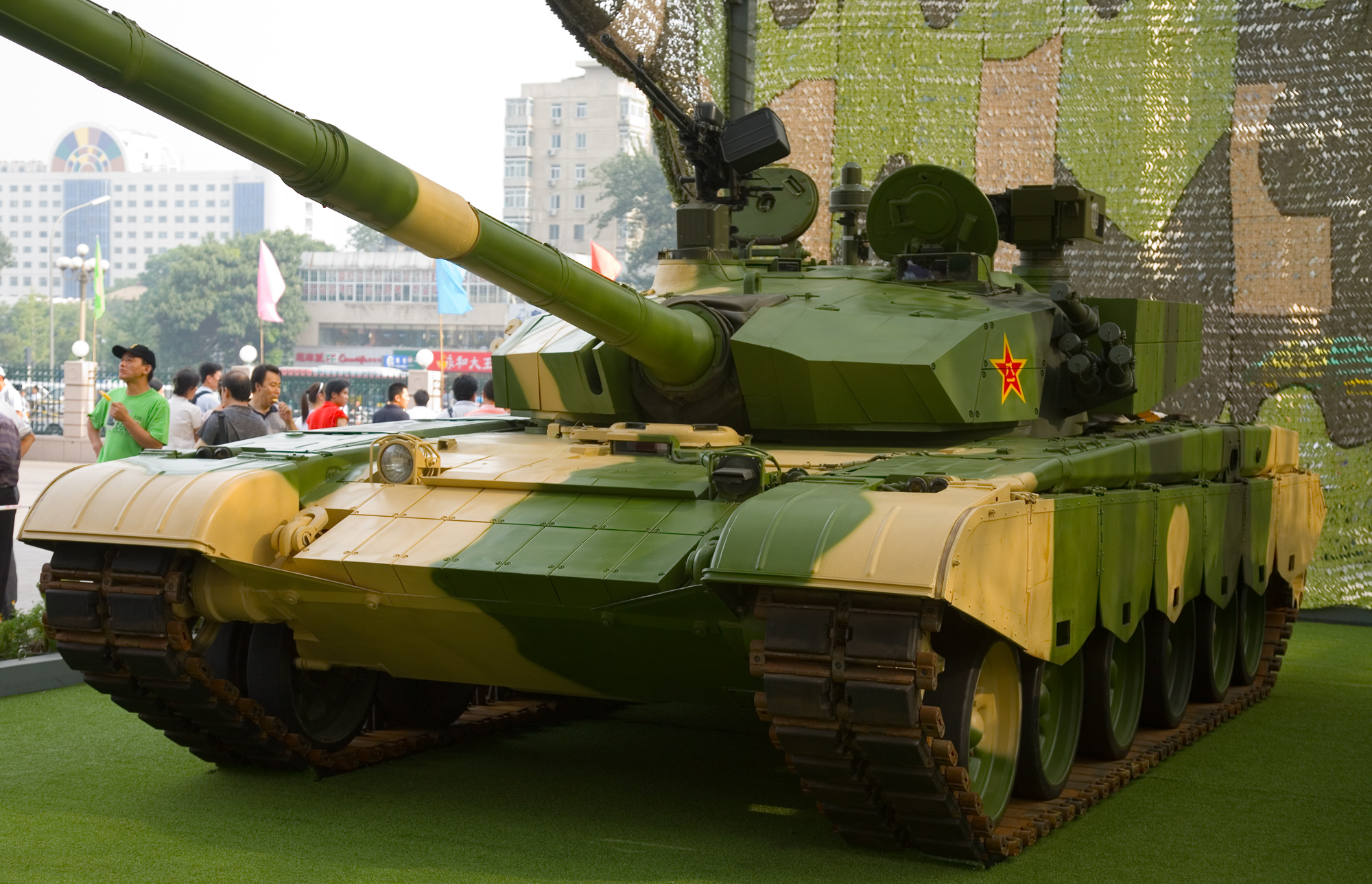
ZTZ-99
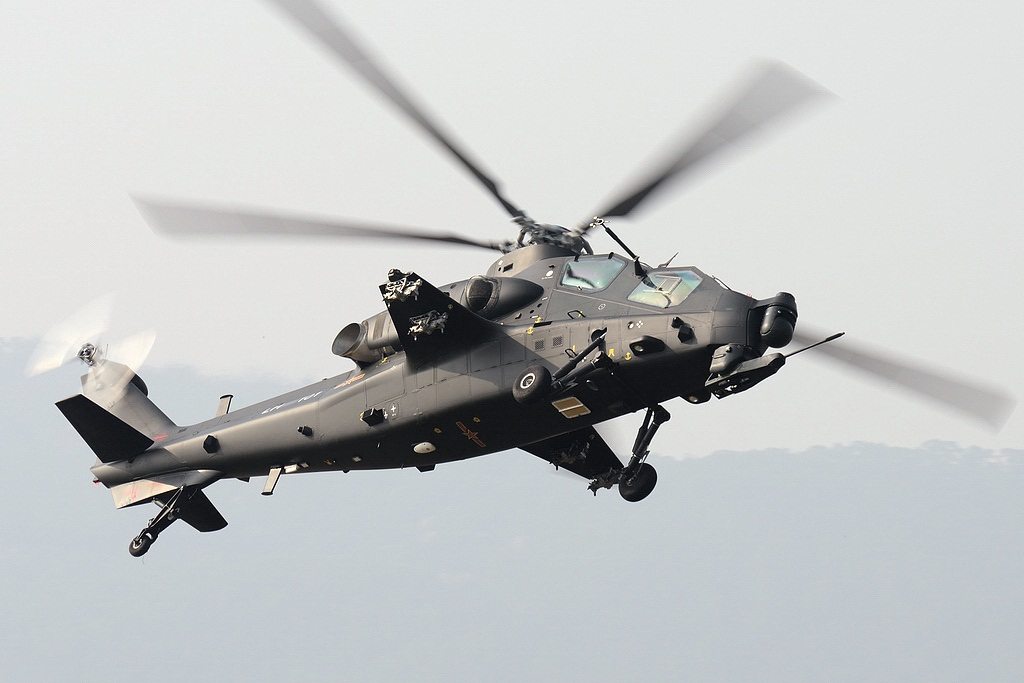
Changhe Z-10

## Marynarka Wojenna
Łącznie liczy 260 000 marynarzy, w tym obrona wybrzeża, lotnictwo morskie i wojska desantu morskiego.

### Duże okręty wojenne

#### Lotniskowce
- Lotniskowiec typu 001 (1): Liaoning
- Lotniskowiec typu 001A/002 (1): Shandong
- Lotniskowiec typu 003 (1): Fujian

#### Niszczyciele
- Niszczyciele rakietowe typu 055 (2)
- Niszczyciele rakietowe typu 052D (15)
- Niszczyciele rakietowe typu 052C (6)
- Niszczyciele rakietowe typu 052B (2)
- Niszczyciele rakietowe typu 052 (1)
- Niszczyciele rakietowe typu 051C (2)
- Niszczyciele rakietowe typu 051B (1)
- Niszczyciele rakietowe projektu 956 (4)
- Niszczyciele rakietowe typu 051 (11)

w sumie – 33

#### Fregaty
- Fregaty rakietowe typu 054A /Jiangkai II (30)
- Fregaty rakietowe typu 054 /Jiangkai I (2)
- Fregaty rakietowe typu 053H3 /Jiangwei II (10)
- Fregaty rakietowe typu 053H2G /Jiangwei I (4)
- Fregaty rakietowe typu 053H1G /Jianghu V (6)
- Fregaty rakietowe typu 053HT-H /Jianghu IV (1)
- Fregaty rakietowe typu 053H2 /Jianghu III (3)
- Fregaty rakietowe typu 053H1 /Jianghu II (8)
- Fregaty rakietowe typu 053H /Jianghu I (2)

w sumie – 66

### Okręty podwodne

#### Atomowe SSBN
- Okręty podwodne typu 094 (4)

#### Atomowe SSN
- Okręty podwodne typu 093 (4)
- Okręty podwodne typu 091 (2)

#### Atomowy SSGN
- Okręty podwodne typu 092 (1)

##### Konwencjonalny SSG
- Okręty podwodne projektu 629/Golf (1)

##### Konwencjonalne SSK
- Okręty podwodne typu 041 (4)
- Okręty podwodne typu 039 (13)
- Okręty podwodne projektu 877/Kilo (12)
- Okręty podwodne projektu 633/Romeo (18)

w sumie – 59

## Siły Powietrzne
Łącznie liczą 470 000 żołnierzy wraz z siłami strategicznymi i obrony przeciwlotniczej zorganizowanej w 7 regionów. Siły Powietrzne posiadają około 2640 maszyn. Ich poziom techniczny jest bardzo różny, ale podobnie jak w wypadku pozostałych formacji, siły powietrzne ulegają szybkiej modernizacji. W 1985 chińskie lotnictwo wojskowe posiadało 5300 samolotów myśliwskich, głównie przestarzałe kopie J-5 (MiG-17), J-6 (MiG-19) i J-7/J-8 (MiG-21); obecnie liczba ta spadła do tysiąca, a połowa z nich to względnie nowoczesne maszyny czwartej generacji Su-27, Su-30 i J-10. Chiny intensywnie pracują nad uniezależnieniem swojego przemysłu lotniczego od Rosji, która od lat 50 XX w. była jedynym dostawcą sprzętu lotniczego i technologii ich produkcji. Rosjanie oskarżają przy tym Chiny o kradzież własności intelektualnej, ponieważ produkują i modyfikują sprzęt wbrew porozumieniom licencyjnym (dotyczy to głównie zmodernizowanych Su-27SK produkowanych jako J-11 oraz rozwijanej kopii Su-33 (J-15), a także podzespołów lotniczych takich jak silniki do tych samolotów). Prowadzone są również prace nad myśliwcem piątej generacji Chengdu J-20. Owocem współpracy z Pakistanem jest lekki myśliwiec Chengdu FC-1, zaprojektowany jako tani następca J-7. W dziedzinie śmigłowców Chiny blisko współpracują z Francją, większość współczesnych śmigłowców to licencyjne produkty Eurocoptera.

## Sztab Generalny ChAL-W
Koordynuje działania chińskich Sił Zbrojnych. Rozpoznaniem, wywiadem wojskowym i analizą wywiadowczą zajmuje się Główny Zarząd Wywiadowczy Sztabu Generalnego ChAL-W (chiń. 情报部; dosł. „Wydział Wywiadu”).

## System stopni wojskowych w ChAL-W
| Grupa                  | Ranga                                                  | (chiń.)                                                | Pagon |
| ---------------------- | ------------------------------------------------------ | ------------------------------------------------------ | ----- |
| Marszałek ChRL         | Marszałek ChRL                                         | chiń. 元帥; pinyin yuánshuài                           |       |
| Generałowie (将)       | Generał                                                | chiń. 上将; pinyin shàngjiāng; dosł. „starszy dowódca” |       |
| Generałowie (将)       | Generał porucznik                                      | chiń. 中将; pinyin zhōngjiāng                          |       |
| Generałowie (将)       | Generał major                                          | chiń. 少将; pinyin shǎojiāng                           |       |
| Oficerowie starsi (校) | Starszy pułkownik                                      | chiń. 大校; pinyin dàxiào; dosł. „większy oficer”      |       |
| Oficerowie starsi (校) | Pułkownik                                              | chiń. 上校; pinyin shàngxiào                           |       |
| Oficerowie starsi (校) | Podpułkownik                                           | chiń. 中校; pinyin zhōngxiào                           |       |
| Oficerowie starsi (校) | Major                                                  | chiń. 少校; pinyin shǎoxiào                            |       |
| Oficerowie młodsi (尉) | Kapitan                                                | chiń. 上尉; pinyin shàngwèi                            |       |
| Oficerowie młodsi (尉) | Porucznik                                              | chiń. 中尉; pinyin zhōngwèi                            |       |
| Oficerowie młodsi (尉) | Podporucznik                                           | chiń. 少尉; pinyin shǎowèi                             |       |
| Kadet                  | Kadet                                                  | chiń. 学员; pinyin xuéyuán                             |       |
|                        | Sierżant I stopnia                                     | chiń. 一级军士长; pinyin yī jí jūnshì zhǎng            |       |
| Sierżant II stopnia    | chiń. 二级军士长; pinyin èr jí jūnshì zhǎng            |                                                        |       |
| Sierżant III stopnia   | chiń. 三级军士长; pinyin sān jí jūnshì zhǎng           |                                                        |       |
| [ a ]                  | chiń. 大士; pinyin dà shì; dosł. „większy żołnierz”    |                                                        |       |
| Starszy sierżant       | chiń. 上士; pinyin shàng shì; dosł. „starszy żołnierz” |                                                        |       |
| Sierżant               | chiń. 中士; pinyin zhōng shì                           |                                                        |       |
| Kapral                 | chiń. 下士; pinyin xiàshì                              |                                                        |       |
| Starszy szeregowy      | chiń. 上等兵; pinyin shàngděngbīng                     |                                                        |       |
| Szeregowy              | chiń. 列兵; pinyin lièbīng                             |                                                        |       |